# Bhopal (stad)
Bhopal is de hoofdstad van de Indiase staat Madhya Pradesh. Het is tevens de hoofdstad van het gelijknamige district Bhopal en de naam van een historische staat in India.

## Giframp Bhopal
Op 3 december 1984 deed zich in Bhopal een enorme giframp voor. Door een fout bij de productie van chemisch bestrijdingsmiddelen in een fabriek van Union Carbide kwam een grote hoeveelheid van het schadelijke methylisocyanaat vrij. Meer dan 20.000 mensen kwamen om, 150.000 anderen liepen gezondheidsschade op.

## Geboren in Bhopal
- Shankar Dayal Sharma (1918-1999), negende president van India
- Abdul Qadir Khan (1936-2021), Pakistaanse atoomgeleerde en spion
- Raghuram Rajan (1963), econoom